# Siebentage-Meister
Als Siebentage-Meister wird einer der Buchmaler bezeichnet, die um 1400 die Wenzelsbibel ausgemalt haben.
Der auch manchmal als Genesis-Meister bezeichnete namentlich nicht bekannte Künstler erhielt seine Notnamen nach der von ihm geschaffenen Initiale zum Buch Genesis, die die Beschreibung der Erschaffung der Welt in sieben Tagen beginnt. Es ist die vergoldete „I“-Initiale des Im Anfang schuf Gott ...  Insgesamt malte der Siebentage-Meister vermutlich 19 Seiten der Bibel aus.
Wahrscheinlich war der Siebentage-Meister ein südostdeutscher Buchmaler, er zeigt einen Einfluss eines regionalen böhmischen Stils der Zeit. Wie alle in der sog. Wenzelswerkstatt tätigen Künstler folgte er den auf den Seiten teilweise noch zu findenden Anweisungen, welche und wie eine Szene bildlich zu gestalten ist. Dies deutet auf seine Arbeit unter einer Werkstattleitung hin, die die Gesamtausgabe der Wenzelsbibel koordinierte. Auch wenn der Siebentage-Meister nur wenige Bilder der Bibel geschaffen hat, so sind diese doch wie auch die der anderen Maler der Bibel reich an den ihnen gemeinsamen Symbolen und folgen zeitgenössischer Ikonographie. Diese ist beim Siebentage-Meister aber durchaus von eigener Interpretation der Szenen im gegebenen Zusammenhang geprägt und die von ihm geschaffenen Figuren sind oft an einer für den Meister typischen Gestaltung der Gestik der Hand erkennbar.